# 悲劇
悲劇（ひげき、英: tragedy）とは、古代ギリシアに成立し（ギリシア悲劇）、ルネサンス以降のヨーロッパにおいて継承・発展した演劇形式である。またその演劇の脚本・戯曲のことも悲劇と言う場合がある。多くは主人公となる人物の行為が破滅的結果に帰着する筋を持つ。転じて、同種の筋を持つ他地域の演劇や現実の出来事を指しても用いられる。なお、まれに悲劇のうちには「機械仕掛けの神」（デウス・エクス・マキナ）によって事件が解決される筋をもつものもある。

## 概要
悲劇には単なるハッピーエンドに終わらない劇という以外、悲劇の厳密な定義はない。また同じ戯曲・演劇でも、時代・社会状況や、読む者・演じる者・観る者の主観によって、それが悲劇となるかそうではなくなるかが大きく異なってくる。19世紀ロシアの劇作家チェーホフは、自身の戯曲『桜の園』を喜劇であると言った。同戯曲は、凡庸な貴族が土地を失っていく様が筋の中心となっている。それを演出した同時代の演出家スタニスラフスキーは、近代化の波に飲まれていく旧来の人間の姿を同戯曲中に見いだし、悲劇として扱った。そして近代演劇史上に残る成果を残した。
現在のヨーロッパ諸言語で悲劇を指す語は、古代ギリシア語において悲劇を指す語「トラゴイディア」(tragoidia)から発展したものである。トラゴイディアの原義は「ヤギの歌」であるが、なぜこの劇形式がそのように呼ばれるかについては諸説ある。その説の一つとしては、劇の背景や状況などを歌い上げる合唱隊コロスが、牧羊神の衣装を着ていたからというものがある。この説は有力なものとされているが、研究者間で意見の一致をみているわけではない。
古代ギリシアにおいて、悲劇は三部作からなり、神ディオニュソスへの捧げものとされた。毎春の大ディオニュシア祭においては悲劇の競演が行われ、演劇の洗練と発展を促した。
キリスト教が興るとともに悲劇はすたれたが、のちルネサンス期の古典回帰以降、ふたたび注目され、フランス新古典主義では、アリストテレスの『詩学』を典拠とする新古典主義的演劇が数多く上演された。
『悲劇の誕生』の記事を参照のこと。

## 転用
スポーツなどで、ある国やチームが悲願達成をあと一歩のところで逃したときや、あまりに酷い負け方をしたときにその出来事を開催地の名を取って「～の悲劇」と名付ける事がある。とくにサッカーの国際大会でこのような表現がされることがある。（例）ドーハの悲劇、パリの悲劇
また、期待が大きく裏切られたり、順調に進んでいた中で突然大失敗や不慮の災害に見舞われたりすることを、「悲劇的」と言う事がある。（例）悲劇的結末
単に大きな事故や災害、その他悲惨な事態を呼ぶこともある。（例）ヒルズボロの悲劇、ヘイゼルの悲劇、コソボの悲劇、ダンピールの悲劇